# Аниан Орлеански
Аниан Орлеански (на латински: Anianus; на френски: Aignan, Енян) е западноримски духовник и светец.

## Живот
Роден е около 358 година във Виена, Галия, в семейство на бежанци от готските нашествия в Панония. От ранна възраст се посвещава на религията, учи при епископа на Орлеан – Евурций, и става абат на манастир край града, а след смъртта на Евурций – епископ на Орлеан. Въпреки преклонната си възраст Аниан остава известен с активната си роля в защитата на града от нападението на хуните на Атила през 451 година.
Аниан умира през 453 година в Орлеан. Почитан като светец с празник на 17 ноември, той е смятан за покровител на Орлеанския диоцез.